# Foresta reale

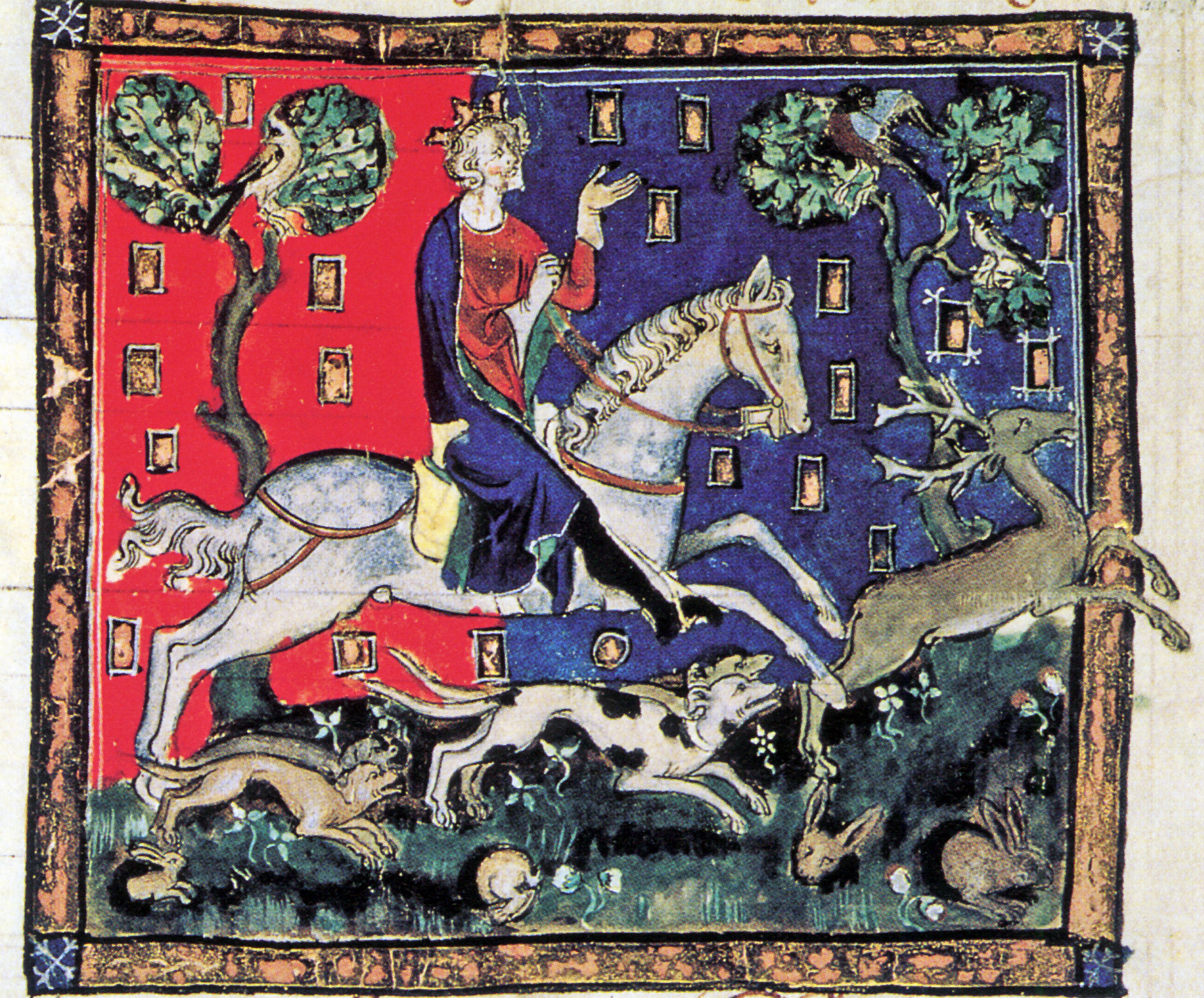
Re Giovanni d'Inghilterra mentre si dedica alla Caccia al cervo, manoscritto miniato del XIV secolo

Nell'Inghilterra medievale, la foresta reale era un territorio forestale riservato ad esigenze specifiche della corona come, ad esempio, riserva di caccia. Non vi sono prove che durante l'epoca anglosassone (dal 500 al 1066) i sovrani avessero creato foreste reali ma sotto i re normanni (arrivati nel 1066) la prerogativa regia il diritto forestale fu ampiamente applicato. La legge aveva lo scopo di proteggere alcuni animali "nobili" dalla caccia, in particolare il cervo, il daino, il capriolo e il cinghiale, e la vegetazione che ne permetteva il sostentamento. Le foreste reali, dunque, furono concepite come zone di caccia riservate al monarca o (su invito) all'aristocrazia. Al culmine di questo sistema pratica, tra la fine del XII e l'inizio del XIII secolo, ben un terzo della superficie terrena dell'Inghilterra meridionale era designato come foresta reale.
Il sistema della foresta reale ebbe grande importanza nella storia del regno. La legge forestale prescriveva dure punizioni per chiunque avesse commesso una serie di reati all'interno di questi territorio protette e pertanto fu spesso oggetto di controversie tra la corona e la popolazione. Nel 1217 Enrico III d'Inghilterra concesse la Carta della Foresta, un documento in parte complementare alla Magna Carta con cui si ristabiliva per gli uomini liberi i diritti di accesso alla foresta reale precedentemente ridotti da Guglielmo il Conquistatore e dai suoi eredi. Entro la metà del XVII secolo l'applicazione di queste leggi, tuttavia, era andata in disuso anche ma molti dei boschi dell'Inghilterra portavano ancora il titolo di "Foresta reale".
Sebbene il problema delle foreste reali fu sentito particolarmente in Inghilterra, la pratica di riservare aree di terra all'uso esclusivo dell'aristocrazia era comune in tutta Europa.